# Ceratina nigra
Ceratina nigra är en biart som beskrevs av Anton Handlirsch 1889. Ceratina nigra ingår i släktet märgbin, och familjen långtungebin. Inga underarter finns listade i Catalogue of Life.